# 다카기 모리미치
다카기 모리미치(일본어: 高木 守道, 1941년 7월 17일 ~ 2020년 1월 17일)는 일본의 전 프로 야구 선수이자 야구 지도자, 야구 해설가·평론가이다. 기후현 기후시 출신이며 현역 시절 포지션은 내야수였다.
현역 시절에는 주니치 드래건스에서 활약했고 은퇴 후에는 주니치의 코치와 감독을 역임했다. 제2대 ‘미스터 드래건스’이며 2007년 1월부터 2012년 11월 25일까지 주니치 드래건스 OB회 회장을 맡았다.

## 인물

### 프로 입단 전
아이치현 나고야시에서 태어나 기후현 기후시에서 자랐다. 기후 현립 기후 상업고등학교에 진학하여 그 후 어깨를 다쳐 유격수에서 2루수로 전향, 1학년 때 나가시마 시게오(당시 릿쿄 대학 4학년이었고 후에 요미우리 자이언츠에 입단)에게서 코치 수업을 받았는데 나가시마는 다카기의 재능을 간파하면서 감독에게 다카기를 주전으로 기용해달라고 추천했다. 그 후 다카기는 곧바로 주전으로 발탁돼 팀의 핵심이 됐다고 한다. 한편, 유격수였던 다카기를 2루수로 전향시키도록 감독에게 제안했던 것도 나가시마였다고 말한다.
3학년 봄에는 선발 고등학교 야구 대회에 출전하면서 결승까지 진출해 같은 도카이 지역로부터 선발된 주쿄 상업고등학교(현: 주쿄 대학 부속 주쿄 고등학교)한테 패해 준우승에 머물렀고 마지막 여름에는 기후현 대회 예선에서 패했다.
고등학교 3학년 때 하계 고시엔 대회가 끝난 후 프로 구단으로부터의 입단 권유가 없었고 OB의 연고를 의지해서 고교 졸업 후 와세다 대학에 진학할 예정이었지만 현지 구단인 주니치 드래건스로부터 갑작스럽게 입단 제의가 나오면서 주니치에 입단하게 됐다. 이 일로 인해 졸업 후 기후 상업고등학교 야구부 OB회에서 제명됐지만 후에 복귀하였다.

### 선수 시절
1960년에 주니치에 입단하여 같은 해 1960년 5월 7일 다이요 웨일스전에서 프로 데뷔 첫 홈런을 때려냈고 1963년에는 2루수의 주전 자리를 차지했다. 그 해 시즌에는 50개의 도루를 기록하여 도루왕 타이틀을 석권했고 작년에 방출된 모리 도루를 대신해서 에토 신이치와 함께 주니치의 새로운 스타 선수가 됐다.
이후 1965년과 1973년에는 통산 세 번째의 도루왕을 석권하면서 준족에 가세하고 타격에서는 1969년에 24개의 홈런을 기록하는 등 통산 236홈런을 기록해 수비에서는 백 토스, 글러브 토스 등을 종종 보여주면서 1974년에는 팀의 20년 만의 리그 우승에 기여했다. 첫 타석에서 첫 홈런을 기록한 선수로서 통산 200홈런, 통산 2000안타를 기록한 선수는 다카기가 처음이었고 통산 200홈런과 200개의 희생타를 합쳐서 기록한 선수도 다카기가 처음이다.
1974년에 리그 우승이 결정된 다음날 10월 13일로 예정되어 있던 고라쿠엔 구장에서의 요미우리와의 시즌 최종전에서는 나가시마 시게오의 은퇴 경기였지만 우천으로 인해 14일로 연기되면서 주니치의 우승 퍼레이드와 일정이 겹쳤다. 이 때문에 팀은 오시마 야스노리, 후지나미 유키오 등의 젊은 선수들이나 은퇴 직전이었던 히로노 이사오를 포함한 준주전급 선수들만을 출전시키고 주니치의 주전 선수는 같은 날 나고야에서의 우승 퍼레이드를 위해서 결장하라는 구단의 지시가 내려졌다. 이에 대해 다카기는 “위대한 선수에게는 실례되는 일이다”라고 크게 분개하면서 자신만이라도 출전시켜달라고 구단에게 항의했지만 구단 측은 다카기의 요구를 받아들이지 않았고 다카기는 우승 퍼레이드에서 시종 아연 실색한 표정을 짓고 있었다고 한다. 다카기는 그 후 나가시마에게 전화해서 사과한 것으로 알려졌다(‘월간 Dragons’에서는 당시 호시노 센이치도 나가시마에게 전화를 걸어 사과했다는 내용이 실려 있었다). 같은 해 롯데 오리온스와 맞붙은 일본 시리즈에서는 1차전부터 맹활약을 펼쳤지만 고라쿠엔 구장에서 열린 3차전에서는 자신이 친 타구를 왼발에 맞아 부상으로 퇴장당했다. 검사 결과 골절상을 입었고 1번 타자였던 다카기가 부상으로 빠진 주니치는 롯데에게 패하면서 일본 시리즈 우승 달성에 실패했다.
1978년부터 1980년까지 선수 겸 코치로 활동했고 2루수로서 베스트 나인 7차례 수상은 일본 프로 야구 사상 최다이며 1980년에는 시력의 이상이 있어 21년간의 현역 생활을 은퇴했다. 시즌 종료 후 나고야 구장에서 열린 센트럴 리그 올스타 동서 대항전에서 1살 위인 자신보다 1년 먼저 프로에 입단한 오 사다하루와 함께 은퇴식을 가졌다.

### 코치 시절
1군 작전 수비 코치(1981년 ~ 1983년), 2군 감독(1984년 ~ 1985년), 1군 수비 코치(1986년) 등을 맡았다. 1986년에는 야마우치 가즈히로 감독이 팀 성적 부진에 대한 책임을 물어 시즌 도중 감독직에서 물러남에 따라 같은 해 7월 6일부터 시즌 종료까지 감독 대행을 맡았다.

### 제1기 주니치 감독 시절
1987년부터 주부닛폰 방송의 야구 해설위원으로 활동했고 호시노 센이치 감독의 사임으로 1992년에는 주니치의 감독으로 부임했다. 첫 해인 1992년도에는 결과적으로 리그 최하위에 떨어졌지만 정규 시즌 후반에는 상위 팀에 선전하는 모습을 보여주는 등 최종적으로 60승 70패를 기록(그 해의 센트럴 리그는 전체 구단이 60승대의 성적을 기록했다), 니시모토 다카시가 기대 이상의 활약할 수 없었던 것이 큰 원인이 되었다.
1993년에는 리그 우승한 야쿠르트 스왈로스와의 승차가 전반기에서는 큰 격차를 나타냈지만 후반기에 접어들면서 한 때는 야쿠르트를 누르고 선두 자리에 올라섰는데 최종적으로 시즌 2위에 그쳤다. 9월 5일의 한신 타이거스전(21차전)에서 야마모토 마사를 7회에 토머스 오말리의 솔로 홈런을 허용한 것 때문에 1실점만으로 강판시켰다(점수도 7대 1). 여기서 구원 투수가 제구력 난조로 8회 1실점, 9회에 8실점을 대량 허용하며 역전패를 당했다. 다카기는 경기 종료 후 “내가 나빴다”라고 선수들에게 고개를 숙였고 시즌 종료 후 “주니치가 페넌트레이스를 취할 수 없었던 것은 이 경기에 있다”라고 말했다.
1994년, 선두였던 요미우리와의 전반기에서는 큰 격차를 냈지만 다이호 야스아키가 홈런을 연달아 기록하면서 후반기에 맹추격을 하는 등 순위에서 동률을 이루며 선두 자리에 섰고 나고야 구장에서는 일본 프로 야구 역사상 명승부로 기록되는 일명 ‘10.8 결전’에서 결국 팀의 패배로 끝났다. 시즌 종반에는 감독 교체설이 나돌기도 했지만 그 활약에 의해 다음 해에도 계속 지휘봉을 잡게 됐다.
그러나 1995년에는 투수진의 붕괴와 주력 선수들의 잇따른 부상으로 악재가 겹치면서 팀 성적 부진에 대한 책임을 지고 시즌 도중에 감독직에서 사임했다. 감독으로서의 마지막 경기가 된 1995년 6월 2일의 한신전에서 도모요세 마사토 심판에게 항의하던 도중 폭력을 휘두르다 퇴장 처분을 받았다. 야마다 히사시가 주니치 감독 시절에 퇴장 처분을 받은 다음날의 경기 시작 전에 휴양(사실상 사임)을 명령받은 사례는 있었지만 다카기의 경우에는 마지막 경기 시작 전에 ‘오늘 마지막으로’라고 말했다.

### 해설자 시절
1996년부터는 다시 주부닛폰 방송의 야구 해설위원과 주니치 신문 야구 평론가로 발탁됐고 2007년부터는 나카 도시오를 대신해 주니치 드래건스 OB회 회장으로 발탁됐다.
2003년 시즌 종료 후 현역 선수였던 다쓰나미 가즈요시와 함께 주니치의 유력한 감독 후보로 거론됐지만 주니치에서 선수로 활약했던 오치아이 히로미쓰가 취임했다. 2006년에는 일본 야구 명예의 전당에 헌액됐고 그 해의 일본 시리즈 1차전에서는 시구자로 나온 적이 있다.

### 제2기 주니치 감독 시절
2011년 9월 22일 오치아이 히로미쓰의 후임으로 주니치의 차기 감독으로 부임했다. 이듬해 2012년에는 2위를 기록했지만 포스트 시즌인 클라이맥스 시리즈 파이널 스테이지에서는 요미우리와 맞붙으면서 3연승을 거둔 후 내리 3연패를 당해 결국 3승 4패의 성적을 기록하여 탈락했다. 코치진과의 잡음이 끊이지 않았고, 2013년에는 64승 3무 77패(승률 0.453)로 센트럴 리그 4위에 그쳐 B클래스로 떨어지는 바람에 포스트 시즌 진출에 실패한 후 다니시게 모토노부에게 넘겼다.
현역 시절의 리그 우승 경험은 요미우리의 9년 연속 리그 우승(V9)한 이후인 1974년의 한 번 뿐이었지만 그것이 요미우리의 10년 연속 리그 제패를 저지한 우승인 것으로 잘 알려져 있다. 또, 코치로서도 1982년에만 한 차례 경험했고 일본 시리즈에서는 모두 2승 4패로 지고 있어 일본 시리즈 우승은 물론이고 유리한 고지에 오른 경험조차 한 번도 없었다.

### 말년
감독에서 물러난 후에는 고령이 있어서인지 평론 활동은 주부닛폰 방송 TV·주부닛폰 방송 라디오의 야구 중계에서 게스트로 출연했다. 한편으로 말년에는 소년 야구 교실에서 어린이들을 상대로 지도했었고 사망 5일 전인 2020년 1월 12일에는 CBC라디오 《반도 선데이》에 출연해 이 프로그램의 진행자이자 주니치 OB인 반도 에이지와 함께 현역 시절의 추억담을 공개했다.
2020년 2월 15일에는 나고야시에서 열리는 행사에 참석하기로 예정돼 있었지만 1월 17일 4시에 급성 심부전으로 향년 78세의 나이로 사망했다.

## 에피소드
- 나고야 돔에서 야구 중계 해설을 하는 날에는 중계 스탭 전원에게 핫도그를 구입해 나눠주고 있다고 한다.
- 고등학교 후배는 2000년 시드니 올림픽 여자 마라톤 금메달 리스트의 다카하시 나오코와 주니치 드래건스의 외야수 와다 가즈히로가 있는데 이들을 통틀어 모교에서는 ‘빅3’라고 불리고 있다. 2004년 11월 23일, 기후 현에 소재하고 있는 기후 메모리얼 센터에서 이들 3명의 토크쇼를 열기도 했다.

## 상세 정보

### 출신 학교
- 기후 현립 기후 상업고등학교

### 선수 경력
- 주니치 드래건스(1960년 ~ 1980년)

### 지도자 경력
- 주니치 드래건스 1군 타격 코치(1978년 ~ 1983년) ※1978년부터 1980년까지는 선수 겸임
- 주니치 드래건스 2군 감독(1984년 ~ 1985년)
- 주니치 드래건스 1군 수석 코치(1986년)
- 주니치 드래건스 감독 대행(1986년 7월 6일 ~ 1986년 시즌 종료)
- 주니치 드래건스 감독(1992년 ~ 1995년 6월 2일, 2012년 ~ 2013년)

### 수상·타이틀 경력

#### 타이틀
- 도루왕 : 3회(1963년, 1965년, 1973년)

#### 수상
- 베스트 나인 : 7회(1963년 ~ 1967년, 1974년, 1977년) ※2루수 부문
- 다이아몬드 글러브상 : 3회(1974년, 1977년, 1979년) ※2루수 부문
- 일본 시리즈 감투상 : 1회(1974년)
- 일본 야구 명예의 전당 헌액자(2006년)
- NPB 80주년 베스트 나인(2014년) ※2루수 부문
- 기후시민 영예상(2000년)[9]

### 개인 기록
- 4타수 연속 홈런(1977년 6월 12일 ~ 6월 14일)
- 첫 타석 홈런(1960년 5월 7일)
- 1경기 5도루(1964년 8월 5일)
- 올스타전 출장 : 4회(1966년, 1967년, 1973년, 1979년)
- 통산 1000경기 출장 : 1969년 7월 30일(141번째)

### 등번호
- 41(1960년 ~ 1962년)
- 1(1963년 ~ 1982년)
- 67(1983년)
- 71(1984년 ~ 1986년)
- 81(1992년 ~ 1995년)
- 88(2012년 ~ 2013년)

### 연도별 타격 성적
| 연 도       | 소 속       | 경 기 | 타 석 | 타 수 | 득 점 | 안 타 | 2 루 타 | 3 루 타 | 홈 런 | 루 타 | 타 점 | 도 루 | 도 루 자 | 희 생 번 | 희 생 플 | 볼 넷 | 고 4 | 사 구 | 삼 진 | 병 살 타 | 타 율 | 출 루 율 | 장 타 율 | O P S |
| ----------- | ----------- | ----- | ----- | ----- | ----- | ----- | ------- | ------- | ----- | ----- | ----- | ----- | -------- | -------- | -------- | ----- | ---- | ----- | ----- | -------- | ----- | -------- | -------- | ----- |
| 1960년      | 주니치      | 51    | 109   | 99    | 7     | 19    | 2       | 1       | 3     | 32    | 6     | 2     | 1        | 4        | 0        | 6     | 0    | 0     | 18    | 1        | .192  | .238     | .323     | .561  |
| 1961년      | 주니치      | 80    | 243   | 222   | 15    | 47    | 8       | 3       | 2     | 67    | 11    | 4     | 2        | 6        | 0        | 12    | 2    | 3     | 36    | 3        | .212  | .262     | .302     | .563  |
| 1962년      | 주니치      | 96    | 256   | 239   | 24    | 67    | 11      | 5       | 1     | 91    | 15    | 10    | 5        | 12       | 0        | 4     | 0    | 1     | 28    | 2        | .280  | .295     | .381     | .676  |
| 1963년      | 주니치      | 133   | 543   | 496   | 72    | 126   | 18      | 6       | 10    | 186   | 39    | 50    | 12       | 15       | 3        | 27    | 1    | 2     | 43    | 8        | .254  | .295     | .375     | .670  |
| 1964년      | 주니치      | 123   | 522   | 482   | 59    | 141   | 24      | 6       | 8     | 201   | 31    | 42    | 14       | 8        | 4        | 24    | 0    | 4     | 38    | 4        | .293  | .331     | .417     | .748  |
| 1965년      | 주니치      | 132   | 538   | 483   | 75    | 146   | 19      | 1       | 11    | 200   | 48    | 44    | 11       | 21       | 2        | 27    | 1    | 5     | 49    | 1        | .302  | .346     | .414     | .760  |
| 1966년      | 주니치      | 113   | 491   | 457   | 82    | 140   | 18      | 5       | 17    | 219   | 59    | 20    | 9        | 7        | 4        | 21    | 1    | 2     | 37    | 9        | .306  | .340     | .479     | .819  |
| 1967년      | 주니치      | 118   | 491   | 455   | 59    | 133   | 25      | 1       | 19    | 217   | 66    | 9     | 3        | 2        | 7        | 26    | 0    | 1     | 60    | 10       | .292  | .332     | .477     | .809  |
| 1968년      | 주니치      | 83    | 356   | 318   | 50    | 76    | 15      | 3       | 10    | 127   | 33    | 11    | 2        | 3        | 4        | 29    | 0    | 2     | 45    | 6        | .239  | .307     | .399     | .706  |
| 1969년      | 주니치      | 130   | 562   | 513   | 78    | 129   | 20      | 3       | 24    | 227   | 66    | 20    | 8        | 11       | 3        | 34    | 1    | 1     | 69    | 8        | .251  | .299     | .442     | .742  |
| 1970년      | 주니치      | 118   | 483   | 449   | 41    | 116   | 15      | 4       | 10    | 169   | 51    | 18    | 6        | 12       | 5        | 14    | 1    | 3     | 51    | 17       | .258  | .285     | .376     | .662  |
| 1971년      | 주니치      | 120   | 482   | 436   | 58    | 104   | 18      | 1       | 8     | 148   | 22    | 28    | 9        | 10       | 1        | 32    | 2    | 3     | 42    | 5        | .239  | .295     | .339     | .635  |
| 1972년      | 주니치      | 118   | 492   | 459   | 42    | 115   | 13      | 2       | 10    | 162   | 42    | 19    | 12       | 10       | 2        | 18    | 1    | 3     | 38    | 10       | .251  | .283     | .353     | .636  |
| 1973년      | 주니치      | 122   | 527   | 480   | 68    | 131   | 20      | 3       | 5     | 172   | 31    | 28    | 9        | 7        | 5        | 30    | 3    | 5     | 21    | 10       | .273  | .322     | .358     | .681  |
| 1974년      | 주니치      | 121   | 501   | 456   | 71    | 126   | 22      | 2       | 15    | 197   | 47    | 14    | 11       | 10       | 4        | 29    | 2    | 2     | 42    | 11       | .276  | .322     | .432     | .754  |
| 1975년      | 주니치      | 116   | 495   | 463   | 60    | 138   | 20      | 2       | 17    | 213   | 51    | 16    | 7        | 8        | 2        | 18    | 2    | 4     | 31    | 14       | .298  | .330     | .460     | .790  |
| 1976년      | 주니치      | 98    | 417   | 392   | 50    | 104   | 14      | 1       | 17    | 171   | 44    | 7     | 6        | 8        | 3        | 12    | 0    | 2     | 35    | 11       | .265  | .291     | .436     | .727  |
| 1977년      | 주니치      | 121   | 504   | 468   | 74    | 136   | 18      | 3       | 20    | 220   | 52    | 10    | 3        | 11       | 2        | 18    | 0    | 5     | 49    | 10       | .291  | .324     | .470     | .794  |
| 1978년      | 주니치      | 89    | 338   | 314   | 41    | 89    | 15      | 2       | 13    | 147   | 37    | 3     | 3        | 11       | 1        | 9     | 2    | 3     | 20    | 10       | .283  | .310     | .468     | .778  |
| 1979년      | 주니치      | 120   | 518   | 467   | 74    | 140   | 25      | 1       | 11    | 200   | 48    | 11    | 2        | 18       | 1        | 28    | 3    | 4     | 45    | 10       | .300  | .345     | .428     | .773  |
| 1980년      | 주니치      | 80    | 242   | 219   | 20    | 51    | 6       | 0       | 5     | 72    | 14    | 3     | 4        | 6        | 0        | 16    | 3    | 1     | 22    | 11       | .233  | .288     | .329     | .617  |
| 통산 : 21년 | 통산 : 21년 | 2282  | 9110  | 8367  | 1120  | 2274  | 346     | 55      | 236   | 3438  | 813   | 369   | 139      | 200      | 53       | 434   | 25   | 56    | 819   | 171      | .272  | .312     | .411     | .723  |

- 굵은 글씨는 시즌 최고 성적.

### 감독으로서의 팀 성적

#### 정규 시즌
| 1986년     | 주니치     | 5위        | 130 | 54  | 67  | 9  | .446 | 20.0                         | 44세                         |                              |                              |                              |                              |                              |
| 1992년     | 주니치     | 6위        | 130 | 60  | 70  | 0  | .462 | 9.0                          | 50세                         |                              |                              |                              |                              |                              |
| 1993년     | 주니치     | 2위        | 132 | 73  | 57  | 2  | .562 | 7.0                          | 51세                         |                              |                              |                              |                              |                              |
| 1994년     | 주니치     | 2위        | 130 | 69  | 61  | 0  | .531 | 1.0                          | 52세                         |                              |                              |                              |                              |                              |
| 1995년     | 주니치     | 5위        | 130 | 50  | 80  | 0  | .385 | 32.0                         | 53세                         |                              |                              |                              |                              |                              |
| 2012년     | 주니치     | 2위        | 144 | 75  | 53  | 16 | .586 | 10.5                         | 71세                         |                              |                              |                              |                              |                              |
| 2013년     | 주니치     | 4위        | 144 | 64  | 77  | 3  | .454 | 22.0                         | 72세                         |                              |                              |                              |                              |                              |
| 통산 : 7년 | 통산 : 7년 | 통산 : 7년 | 940 | 445 | 465 | 30 | .489 | A클래스 : 3회, B클래스 : 2회 | A클래스 : 3회, B클래스 : 2회 | A클래스 : 3회, B클래스 : 2회 | A클래스 : 3회, B클래스 : 2회 | A클래스 : 3회, B클래스 : 2회 | A클래스 : 3회, B클래스 : 2회 | A클래스 : 3회, B클래스 : 2회 |

- 1992년부터 1996년까지는 130경기제
- 통산 성적 : 787경기 383승 25무 379패(승률 .503)

1. 1986년 시즌은 야마우치 가즈히로 감독이 사임한 후인 7월 6일부터 시즌 종료까지의 68경기(29승 4무 35패)
2. 1995년 시즌은 개막 이후부터 사임하기 전인 6월 2일까지의 39경기(13승 26패)

#### 포스트 시즌
| 연도   | 소속   | 경기명                                        | 상대팀                                  | 성적                           |
| ------ | ------ | --------------------------------------------- | --------------------------------------- | ------------------------------ |
| 2012년 | 주니치 | 센트럴 리그 클라이맥스 시리즈 퍼스트 스테이지 | 도쿄 야쿠르트 스왈로스(센트럴 리그 3위) | 2승 1패 = 파이널 스테이지 진출 |
| 2012년 | 주니치 | 센트럴 리그 클라이맥스 시리즈 파이널 스테이지 | 요미우리 자이언츠(센트럴 리그 1위)      | 3승 3패 = 패전                 |

- 성적에서의 굵은 글씨는 승리한 것을 나타냄.
- 상대 팀의 어드밴티지 1승을 포함한 3승 4패로 패함.